# Ringicula auriculata
Ringicula auriculata is een slakkensoort uit de familie van de Ringiculidae. De wetenschappelijke naam van de soort is voor het eerst geldig gepubliceerd in 1811 door Ménard de la Groye.